# Lyelliana phaeochlora
Lyelliana phaeochlora är en fjärilsart som beskrevs av Turner 1917. Lyelliana phaeochlora ingår i släktet Lyelliana och familjen mätare. Inga underarter finns listade i Catalogue of Life.